# Hôtel de Crillon
Hôtel de Crillon er et historisk luksushotel i Paris, som åbnede i 1909 i en bygning fra 1758. Hotellet er beliggende ved foden af Champs-Élysées. Sammen med det identiske Hôtel de la Marine, har hotellet facade ud mod den centrale Place de la Concorde, og bygningen har siden 1900 været et monument historique.
Hotellet har 78 værelser og 46 suiter og indeholder desuden tre restauranter, en bar, en udendørs terrasse og et trænings- og sundhedscenter. Hotellet blev renoveret fra 2013-2017. I september 2018 fik hotellet af Atout France titlen af "Palace", som er den øverste udmærkelse inden for hoteller i Frankrig.

## Historie
Bygningen, der i dag er hotel, blev opført i 1758, da den fanske kong Ludvig 15. antog arkitekten Ange-Jacques Gabriel til at bygge to nyklassicistiske paladser på det, der blev til Place de la Concorde. De to identiske bygninger, separeret af rue Royale, skulle oprindeligt huse kontorer til administrationen af den franske stat. Den østligste af bygningerne, Hôtel de la Marine, husede indtil 2015 hovedkvarteret for den franske flåde. Den vestligste bygning, der i dag er Hôtel de Crillon, blev først beboet af Louis Marie Augustin, hertug af Aurmont, en kendt mæcen for kunst. Bygningen blev yderligere forbedret af dens anden ejer, arkitekten Louis-François Trouard, som fik opført Salon de Aigles i 1775.
Den 6. august 1778 var bygningen ramme for underskrivelserne af det nyligt gundlagte USA og Frankrigs første samarbejdsaftaler. Amerikanerne Benjamin Franklin, Silas Deane og Arthur Lee mødtes med den franske diplomat Conrad Alexandre Gérard de Rayneval for at afslutte den såkaldte traité d'alliance, som anerkendte USA's Uafhænighedserklæring og en handelsaftale.
François Félix de Crillon (søn af Louis de Crillong, hertug af Crillon) erhvervede bygningen som sit residens i 1788, og bygningen har siden båret hans navn. Regeringen under den franske revolution konfiskerede imidlertid ejendommen i 1791. I denne periode blev bygningen brugt som bopæl for kong Ludvig 16. og hans dronning, Marie Antionette. To år senere, i 1793, blev både Ludvig 16. og Marie Antionette halshugget ved guillotinen på Place de la Concorde direkte foran bygningen.
Hôtel de Crillon blev igen overdraget til familien Crillon, hvis arvinger har boet i paladset i mere end et århundrede indtil 1904. I 1907 købte Société du Louvre ejendommen og omdannede det til et hotel. Bygningen undergik en toårig renovering under arkitekt Walter-André Destailleur. I renoveringen indgik der også et opkøb af de to naboejendomme på rue Boissy d'Anglas for at udvide hotellet. Det nye Hôtel de Crillon åbnede den 12. marts 1909.
Hotellet husede medlemmer af den amerikanske delegation ved Fredskonferencen i Paris i 1919 efter 1. Verdenskrig, herunder præsident Woodrow Wilsons personlige rådgiver Edward M. House.
Fra 1992 til 2012 dannede hotellet ramme om Bal des débutantes, et årligt modevent der af Forbes i 2005 blev kåret som en af verdens ti bedste fester. Hotellet er blevet besøgt af mange større personligheder over årene, herunder Theodore Roosevelt, Winston Churchill, Madonna og Taylor Swift.
I marts 2013 lukkede Hôtel de Crillon på grund af en række renoveringer ledt af Aline Asmar d'Amman. Projektet skulle renovere og modernisere hotellet ved at kombinere bevarelsen af historiske og fredede særheder, såsom den store trappe fra det 19. århundrede og saloner, med mere moderne stile og faciliteter. Langs med Aline Asmar d'Amman arbejdede også Chahan Minassian, Cyril Vergniol og Karl Lagerfeld på den €200 millioner dyre projekt. Karl Lagerfeld designede Les Grands Apartements, de mest ekstravagante suiter i ejendommen. Renoveringen i 2013 fortsatte indtil juli 2017.

## Ejerskab
Indtil 2005 (gennem Corcorde Hotels & Resorts) var Hôtel de Crillon en del af Société du Louvre og kontrolleret af holdingselskabet for Tattinger-familien. Starwood Capital Group købte hotellet fra Tattinger-gruppen i 2005.
Den 1. november 2010 kunne Le Figaro afsløre, at en handel var i sidste stadie med en saudi-arabisk gruppe med relationer til den saudi-arabiske kongefamile. Den 23. november offentliggjorde Starwood salget til medlemmet af den saudi-arabiske kongefamilie, prins Mutaib bin Abdullah Al Saud.
I december 2013 blev det annonceret, at Rosewood Hotels Resorts ville overtage administrationen af ejendommen, der blev genåbnet den 5. juli 2017.